# Biała Rawska (gmina)
Biała Rawska – gmina miejsko-wiejska w województwie łódzkim, w powiecie rawskim. W latach 1975–1998 gmina położona była w województwie skierniewickim.
Siedzibą władz gminy jest miasto Biała Rawska.
Według danych z 30 czerwca 2004 gminę zamieszkiwały 11 603 osoby.

## Położenie
Gmina Biała Rawska leży na Równinie Łowicko-Błońskiej, w północno-wschodniej części województwa łódzkiego, w odległości ok. 60 km na południowy zachód od Warszawy. Odległość od stolicy województwa – Łodzi to także ok. 60 km. Stolica dawnego województwa – Skierniewice leżą ok. 40 km na północny zachód od gminy.
Przez teren gminy przebiegają drogi szybkiego ruchu E67 Warszawa – Katowice, a także linia kolejowa łącząca Śląsk z Warszawą (tzw. CMK – Centralna Magistrala Kolejowa). Gmina znajduje się w pobliżu autostrady A2.

## Charakter gminy

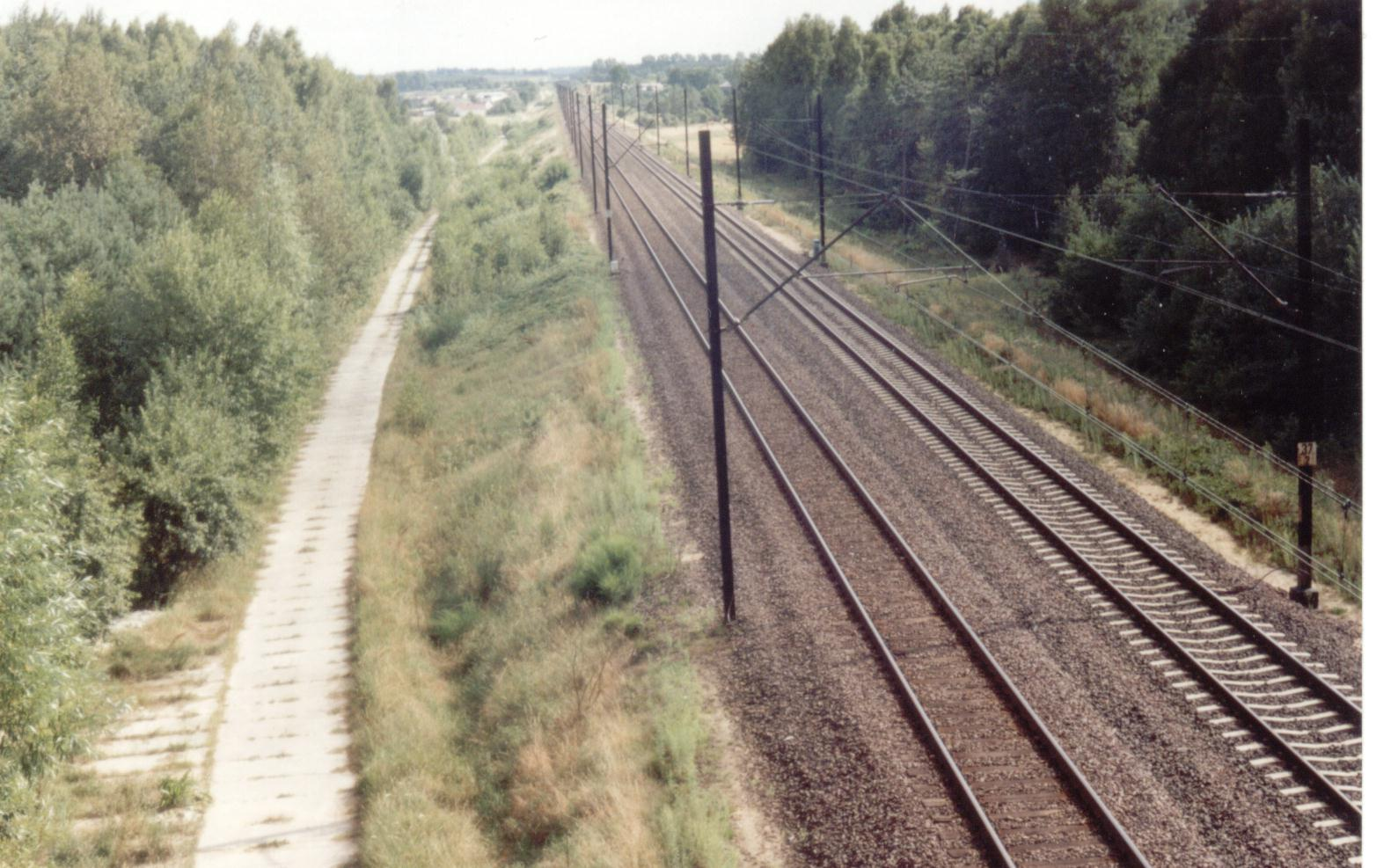
Linia kolejowa (CMK) w okolicy Chrząszczewka

Gmina Biała Rawska to typowa gmina miejsko-wiejska: jej centrum, zarówno geograficzne, jak i kulturalno-handlowe stanowi miasto Biała Rawska, które otoczone jest przez blisko 60 mniejszych i większych wiosek. Na terenie gminy znajduje się 7 szkół podstawowych, gimnazjum oraz zespół szkół ponadgimnazjalnych, a także przedszkole. W gminie znajduje się niewielki przemysł, ulokowany głównie w Białej i niektórych większych wsiach (jak Babsk), jednak największe znaczenie dla gospodarki gminy ma rolnictwo, zwłaszcza sadownictwo.

## Powierzchnia

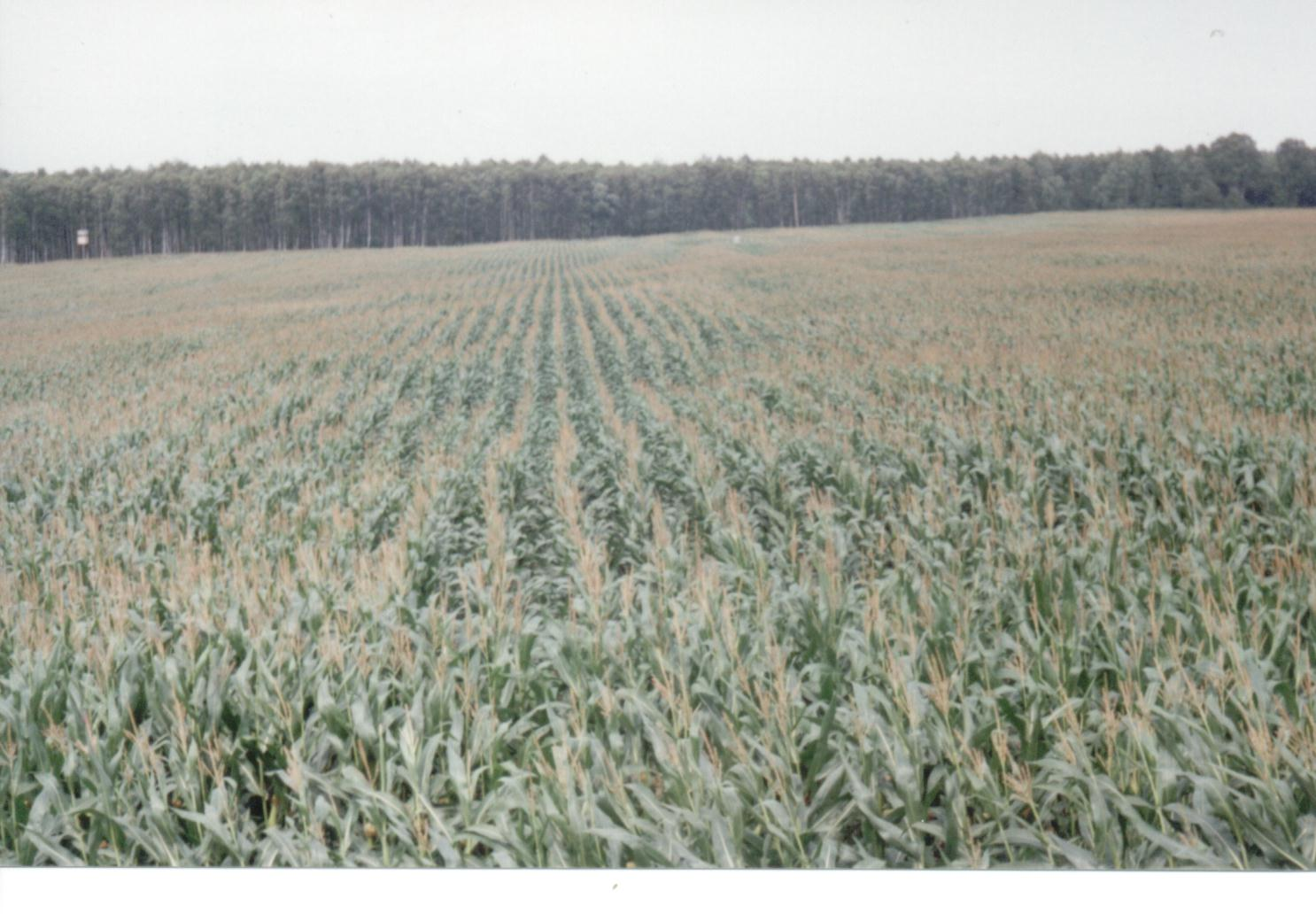
Pole kukurydzy w pobliżu Babska

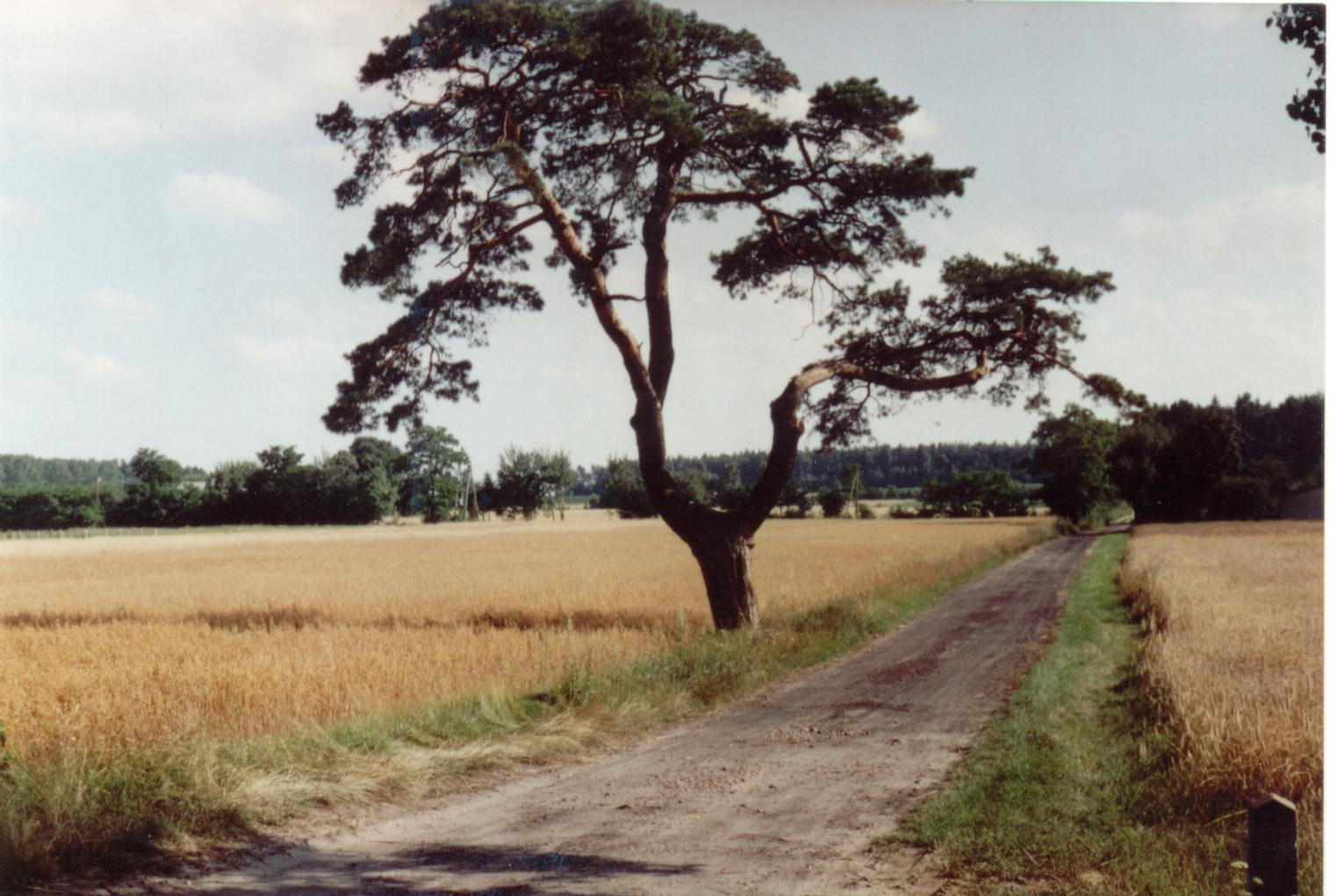
Pola uprawne w pobliżu drogi do wsi Franopol

Gmina Biała Rawska zajmuje obszar 208,41 km², co stanowi 32,23% powierzchni powiatu rawskiego.

### Rzeźba terenu
Obszar gminy ma charakter łagodnie pofalowanej równiny; gmina leży na wysokości ok. 140–160 m n.p.m.
Rzeźba terenu na obszarze gminy reprezentuje typ rzeźby polodowcowej, ukształtowanej przez trzykrotne nasunięcia lądolodów w plejstocenie. Ostatni lądolód czwartorzędowy pozostawił w podłożu pokrywę utworów gliniastych i piaszczysto-żwirowych o miąższości 30–100 m.

### Struktura powierzchni
Według danych z roku 2002 gmina Biała Rawska ma obszar 208,41 km², w tym:
- użytki rolne: 85%
- użytki leśne: 9%

Na stanowiące zdecydowaną większość powierzchni gminy użytki rolne składają się zarówno właściwe grunty orne, jak też łąki i pastwiska oraz liczne sady. Część nominalnych gruntów ornych, pozostając od kilku lat nieużytkowanymi, zarosła chwastami i młodym lasem.
Na terenie gminy znajdują się dość liczne, acz niewielkie lasy, spośród których należy wymienić m.in. położony przy granicy gminy kompleks leśny w okolicach Babska, którego część stanowi Rezerwat Przyrody Babsk. Obszar ten jest jedynym w całe gminie (i w całym dawnym województwie łódzkim) skupiskiem starego drzewostanu liściastego, głównie dębów (stanowiących 50% drzewostanu rezerwatu i nieco mniej poza jego obszarem), a także lip, grabów i innych drzew liściastych i iglastych.
Bliższe informacje nt. tego rezerwatu znajdują się w artykule rezerwat przyrody „Babsk”
Poza tym większe obszary zwartego lasu znajdują się w pobliżu Wólki Lesiewskiej i Rosławowic
Poza lasem dębowo-lipowym w okolicy Babska, pozostałe obszary leśne porośnięte są głównie sosnami i brzozami.
Przez teren gminy przepływa niewielka rzeka Białka, (będąca dopływem Rawki), oraz kilka strumieni stanowiących jej dopływy. Wzdłuż tych cieków wodnych znajdują się głównie łąki i pastwiska.

## Demografia
W 2013 r. gminę zamieszkiwało 11,6 tys. mieszkańców, w tym ludność miejska (tj. mieszkańcy Białej Rawskiej) stanowiła 28%.

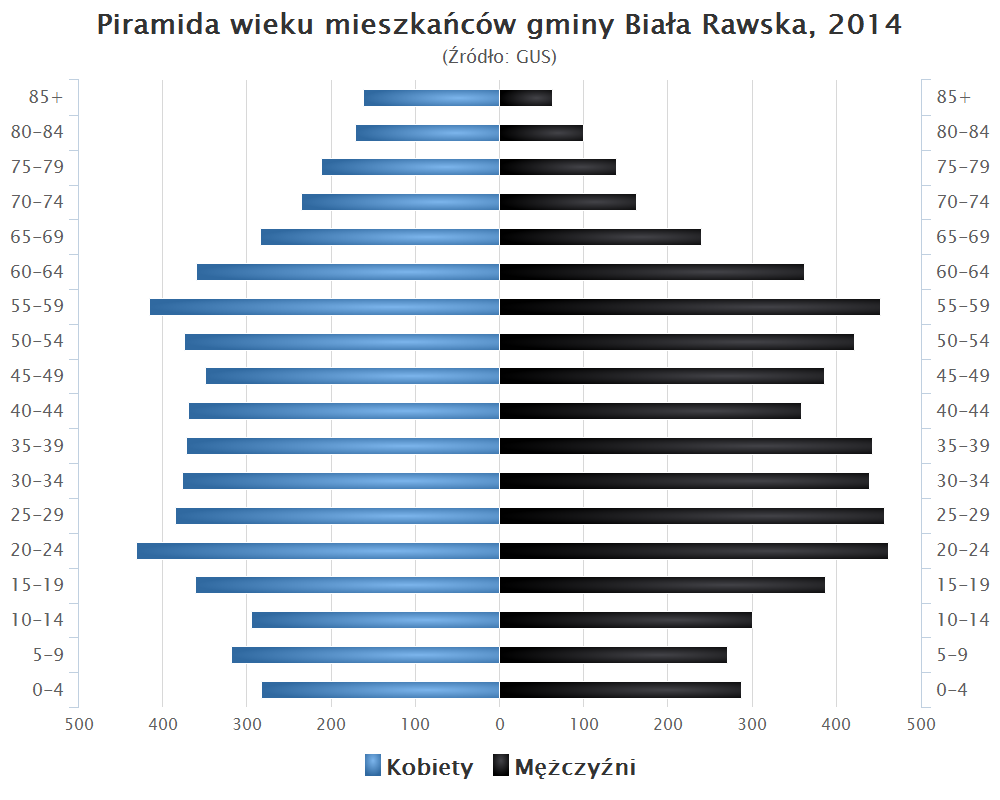
Piramida wieku mieszkańców gminy Biała Rawska w 2014 roku

Dane z 30 czerwca 2004:
| Opis                              | Ogółem | Ogółem | Kobiety | Kobiety | Mężczyźni | Mężczyźni |
| --------------------------------- | ------ | ------ | ------- | ------- | --------- | --------- |
| jednostka                         | osób   | %      | osób    | %       | osób      | %         |
| populacja                         | 11599  | 100    | 5832    | 50      | 5767      | 50        |
| gęstość zaludnienia (mieszk./km²) | 55,7   | 55,7   | 27,8    | 27,8    | 27,8      | 27,8      |

## Gospodarka
W gminie Biała Rawska zwłaszcza w samym mieście znajduje się niewielki przemysł, m.in. położone w Białej filia łódzkich zakładów termotechnicznych, przetwórnia owoców, młyn, betoniarnia czy położona w Babsku wytwórnia pasz. W mieście i okolicy znajdują się także drobne zakłady produkcyjno-usługowe, jak warsztaty samochodowe, szwalnie. Największe jednak znaczenie dla gminy ma rolnictwo. Uprawiane jest m.in. zboże, ziemniaki oraz warzywa. Duże znaczenie ma hodowla bydła i trzody chlewnej oraz drobiu, i to zarówno w gospodarstwach indywidualnych, średnio- i drobnotowarowych, jak i na wyspecjalizowanych fermach hodowlanych. Największe jednak znaczenie spośród wszystkich gałęzi gospodarki rolnej posiada sadownictwo. Teren gminy wchodzi w skład większego obszaru, którego centrum stanowią okolice Grójca, stanowiącego jedno z centów sadownictwa w Polsce. Na terenie gminy sadownictwo obejmuje głównie jabłonie, wiśnie i śliwy, których owoce są podstawą przemysły spożywczego, znajdującego się głównie na terenie pobliskich miast. Jedyny, niewielki zakład położony w gminie, przetwarzający owoce znajduje się w Białej Rawskiej.
Część mieszkańców gminy dojeżdża do pracy do pobliskich większych miast, jak Rawa Mazowiecka czy Skierniewice, a nawet podejmuje zatrudnienie w oddalonej o ok. 60 km Warszawie.

## Historia

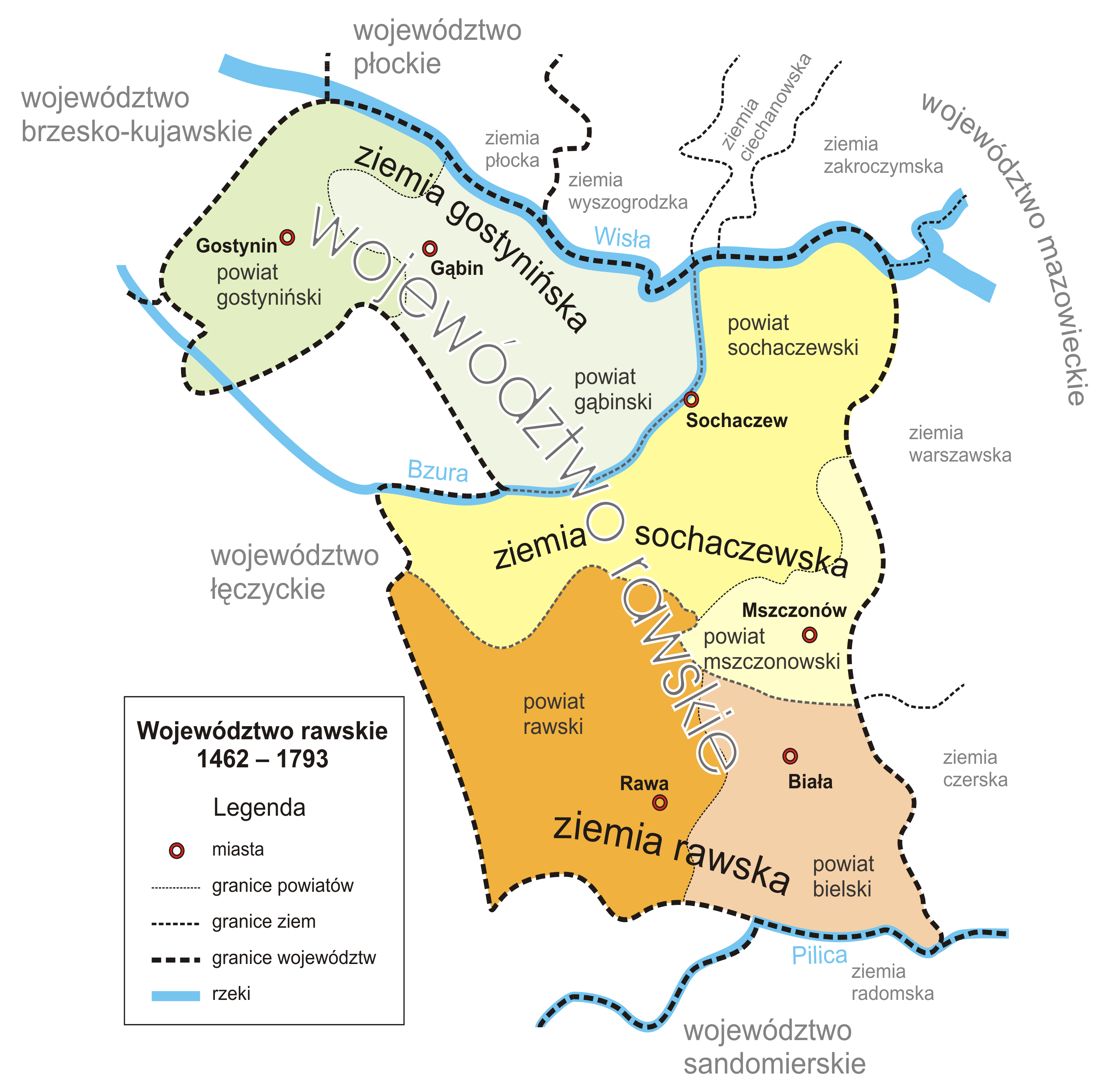
mapa pokazująca położenie powiatu bielskiego w obrębie dawnego województwa rawskiego

Terytorium obecnej gminy było zasiedlone już w XII w. Samo miasto Biała (wówczas „Bela”) stanowiło w XIV – XVI w. ważne centrum handlowe południowo-zachodniego Mazowsza. Od czasu rozbicia dzielnicowego do 1462 r. tereny obecnej gminy wchodziły w skład księstw mazowieckich, zaś po tej dacie weszły w skład Królestwa Polskiego. W jego obrębie tworzyły powiat bielski, w ramach ziemi rawskiej, w obrębie województwa rawskiego. Sytuacja taka trwała do 1793 r. kiedy to ziemie te, w trakcie II rozbioru zostały włączone do Prus. W składzie tego państwa obszary gminy pozostawały jednak tylko do roku 1807, a następnie stały się częścią Księstwa Warszawskiego, a potem tzw. królestwa kongresowego.
Od XVI w. rozpoczął się gospodarczy upadek miasta Biała, który pociągnął za sobą degradację gospodarczą okolicy.
Położenie gminy powodowało, iż na jej terenie niejednokrotnie dochodziło do walk z najeźdźcami. M.in. w czasie tzw. potopu szwedzkiego teren gminy Biała Rawska został w znacznej mierze zniszczony, zaś samo miasto – doszczętnie spalone przez Szwedów, zaś w czasie powstania kościuszkowskiego, w maju 1794 r. Henryk Dąbrowski – późniejszy twórca Legionów polskich we Włoszech, bohater hymnu narodowego, stoczył na terenie gminy kilka drobnych zwycięskich potyczek z wojskami rosyjskimi. Także w czasie ostatniej wojny w okolicach Białej Rawskiej działał silny ruch partyzancki. Kierowali nim. m.in. sierżant Stanisław Roszkowski ps. „Koń”, por. Henryk Sieczkowski ps. „Władysław”, i Stanisław Sawicki ps. „Lerman”.

## Turystyka

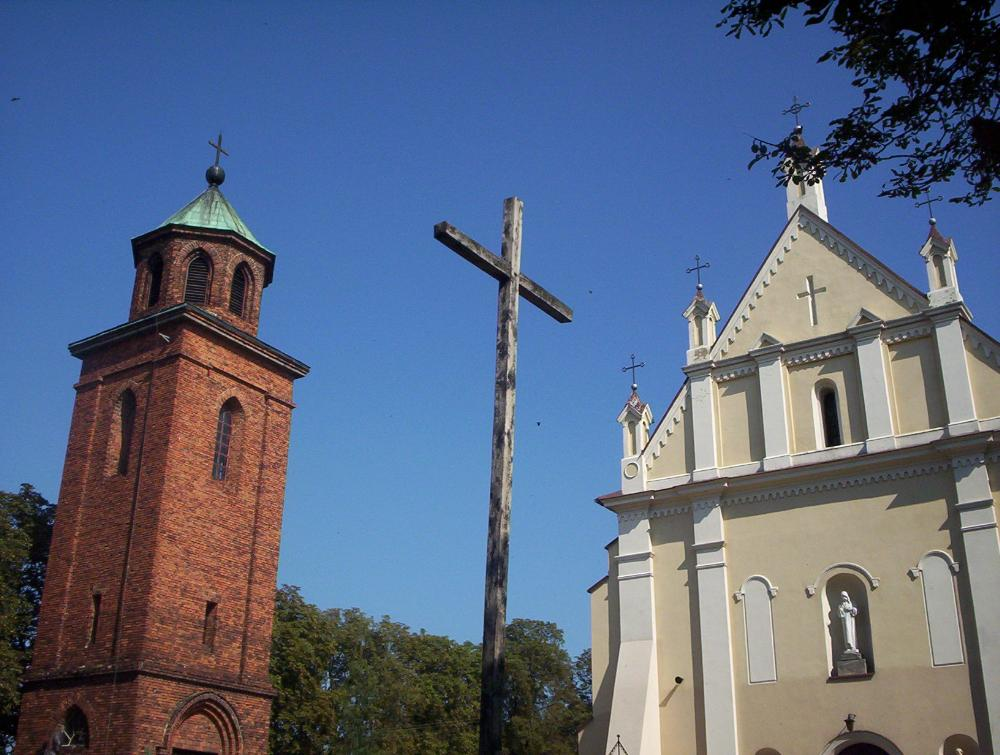
kościół i dzwonnica w Białej Rawskiej

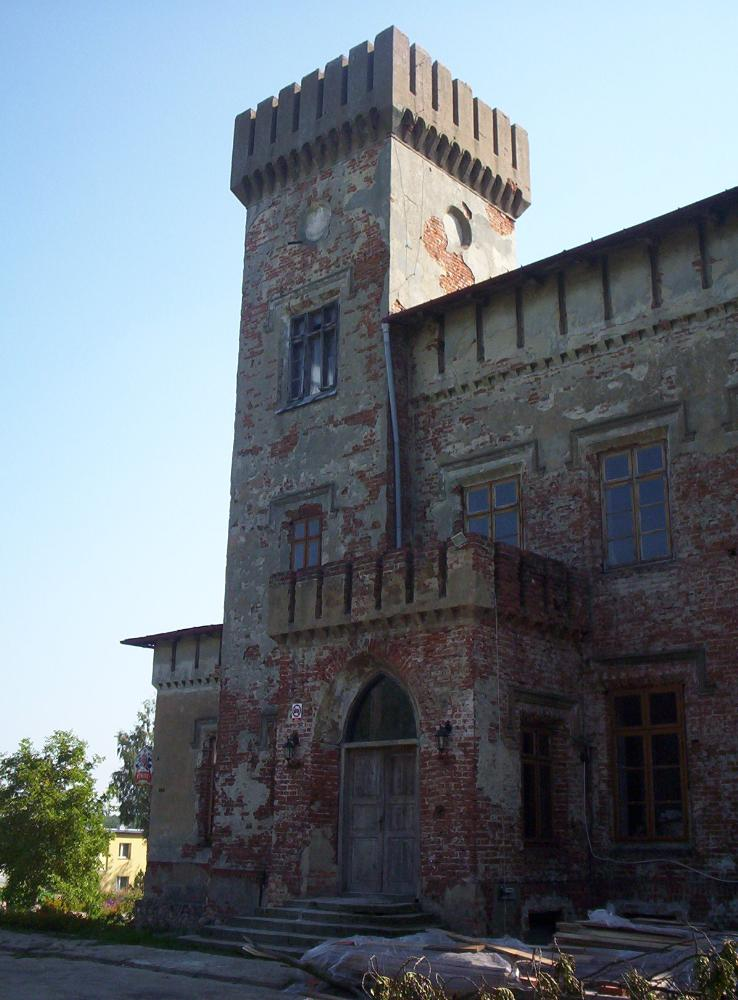
pałac w Białej Rawskiej

### Zabytki
Na terenie gminy znajduje się liczne zabytkowe obiekty architektoniczne, spośród których najważniejsze to:
- XIX-wieczna, pożydowska zabudowa centrum Białej Rawskiej
- XVI-wieczny kościół pw. św. Wojciecha w Białej Rawskiej, wraz z zabytkowym wyposażeniem i XX-wieczną dzwonnicą
- klasycystyczny kościół pw. św. Antoniego w Babsku z 1809 r.
- pałac, przypominający średniowieczny zamek z poł. XIX w. w Białej Rawskiej
- klasycystyczny dwór z początku XIX w., wraz zabytkowym zespołem zabudowań we wsi Babsku
- klasycystyczny dwór w Białogórnem z XVIII-wiecznym parkiem
- XIX-wieczny dwór i park w Błażejowicach
- XIX-wieczny zespół dworski i park krajobrazowy we wsi Gołyń
- Klasycystyczny zespół dworsko-pałacowy w Podsędkowicach z poł. XIX w.
- XIX-wieczny pałac w Rzeczkowie
- Neorenesansowy pałac z 1873 r., wchodzący w skład zespołu dworskiego w Woli Chojnacie, w składzie którego znajduje się także murowany, klasycystyczny spichlerz z poł. XIX w.

### Obiekty przyrodnicze

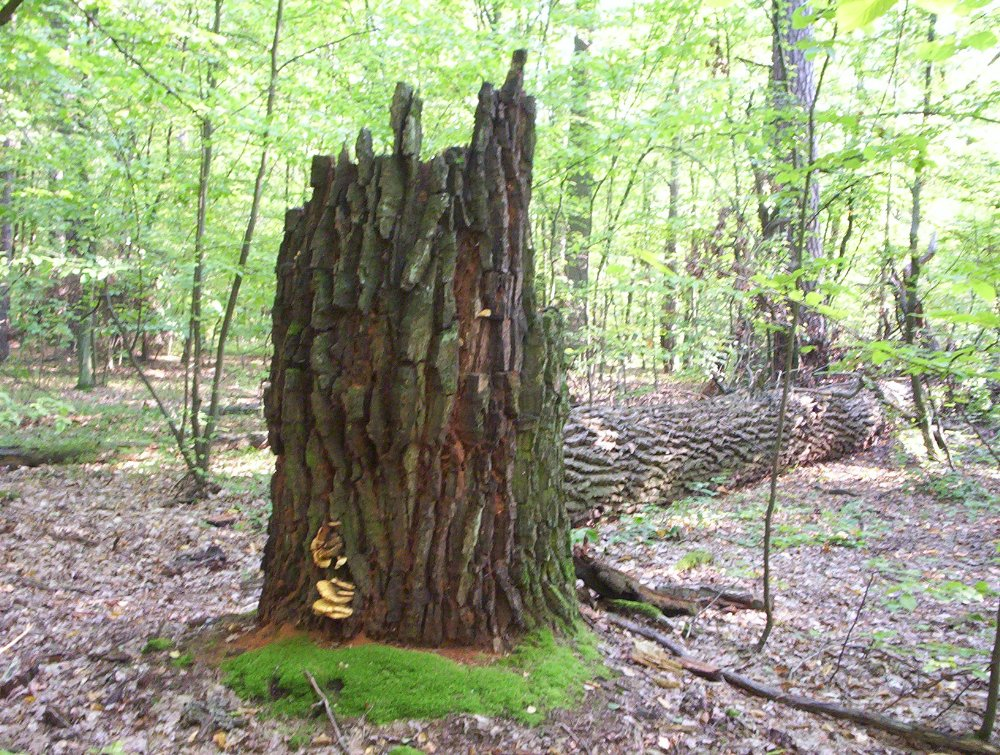
złamany dąb w rezerwacie Babsk

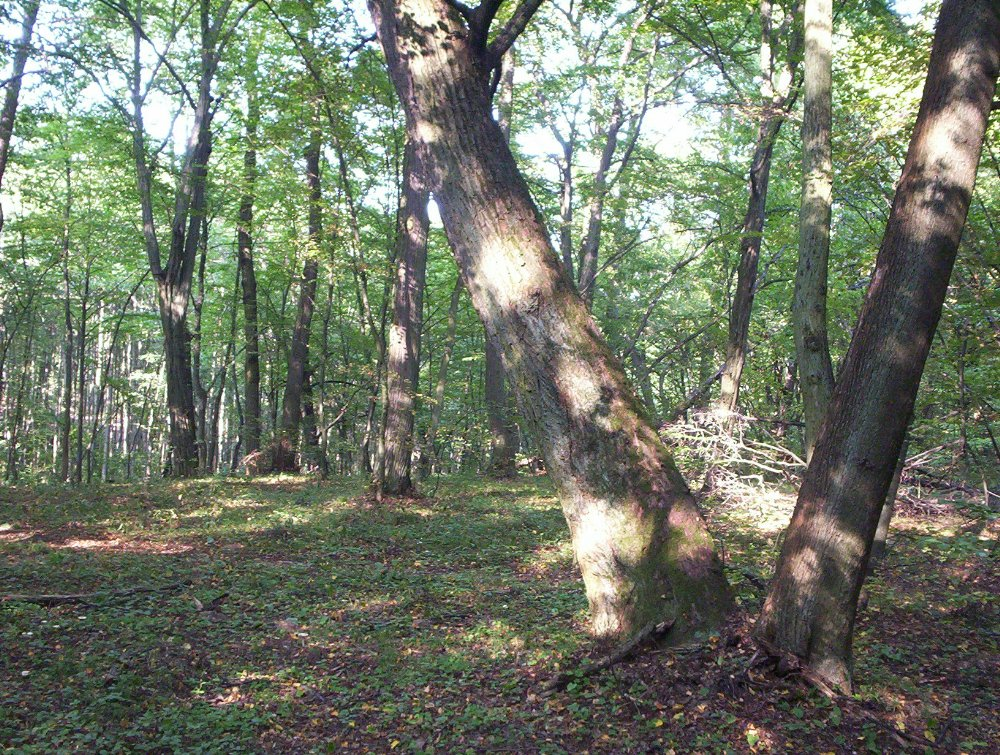
fragment rezerwatu Babsk

Na terenie gminy znajdują się liczne zabytkowe stare parki krajobrazowe i aleje, położone w pobliżu dawnych dworów, spośród których największy, bo ok. 15 hektarowy znajduje się w Ossie.
Ponadto na terenie gminy znajduje się rezerwat przyrody „Babsk” – jedyne zbiorowisko starodrzewia liściastego, głównie dębów na terenie b. województwa łódzkiego.

### Inne
Na cmentarzach w położonych na terenie gminy miejscowościach Białej Rawskiej i Babsku znajdują się zabytkowe groby i kapliczki nagrobne, m.in. położona w Babsku mogiła Konstancji Gładkowskiej (z domu Grabowskiej) (1810–1889) – śpiewaczki operowej, młodzieńczej miłości Chopina.
W mieście Biała Rawska znajdują się także pozostałości kirkuta oraz dawna synagoga.

### Wypoczynek
Wiejski i pozbawiony przemysłu oraz oddalony od głównych traktów komunikacyjnych teren gminy Biała Rawska umożliwia czynny i bierny wypoczynek na świeżym powietrzu. Na terenie gminy znajdują się niewielkie obszary leśne, rzeczki. W mieście Biała mieści się kino, pływalnie pod gołym niebem oraz liczne sklepy.

## Koncepcje budowy lotniska
W związku z planowaną budową nowego lotniska międzynarodowego położona na terenie gminy Biała Rawska wieś Babsk proponowana była w 2003 r. jako jedna z siedmiu możliwych lokalizacji tej inwestycji. Propozycja ta oceniona na 3-4. miejscu (na równi z Sochaczewem, za Modlinem i Mszczonowem). Taka ocena oznacza, iż koncepcja powstania lotniska w Babsku została wtępnie odrzucona, choć lokalni politycy nadal podejmują starania w tej sprawie, jako że formalna decyzja dotycząca miejsca budowy jeszcze nie zapadła. W 2006 r. pojawiła się nowa nadzieja na powstanie portu lotniczego na terenie gminy Biała Rawska, a to za sprawą rządu hiszpańskiego, który przeznaczył 550 000 euro na wykonanie nowych analiz dotyczących lokalizacji lotniska (poprzednie analizy preferowały Modlin). Ewentualne lotnisko miałoby powstać na zachodnim skrawku powierzchni gminy, tuż przy jej granicy, na obecnych gruntach rolnych i nieużytkach, a także na należącym do sąsiedniej gminy Nowy Kawęczyn nieużywanym poligonie wojskowym w Raduczu.

## Miejscowości w gminie
Na terenie gminy Biała Rawska znajduje się jedno miasto, oraz 58 większych i mniejszych wsi, których 54 ma status sołectwa.
Biała Rawska – miasto, siedziba gminy
Pozostałe miejscowości
- Aleksandrów
- Antoninów
- Babsk
- Biała Wieś
- Białogórne
- Błażejewice
- Bronisławów
- Byki
- Chodnów
- Chrząszczew
- Chrząszczewek
- Dańków
- Franklin
- Franopol
- Galinki
- Galiny Duże
- Gołyń
- Gośliny
- Grzymkowice
- Janów
- Jelitów
- Józefów
- Konstantynów
- Koprzywna
- Krukówka
- Lesiew
- Marchaty
- Marianów
- Narty
- Niemirowice
- Orla Góra
- Ossa
- Pachy
- Pągów
- Podlesie
- Podsędkowice
- Porady Górne
- Przyłuski
- Rokszyce
- Rosławowice
- Rzeczków
- Słupce
- Stanisławów
- Stara Wieś
- Studzianek
- Szczuki
- Szwejki Małe
- Teodozjów
- Teresin
- Tuniki
- Wilcze Piętki
- Wola-Chojnata
- Wólka Babska
- Wólka Lesiewska
- Zakrzew
- Zofianów
- Zofiów
- Żurawia
- Żurawka

## Sąsiednie gminy
Błędów, Kowiesy, Mszczonów, Nowy Kawęczyn, Rawa Mazowiecka, Regnów, Sadkowice